# フシェ・コソヴァ
フシェ・コソヴァ（アルバニア語:Fushë Kosova / Fushë Kosovë）、あるいはコソヴォ・ポリェ（セルビア語:Косово Поље / Kosovo Polje）は、コソボ・プリシュティナ郡の町、およびそれを中心とした基礎自治体であり、コソボのほぼ中央に位置している。コソボの首都プリシュティナからは南西に8キロメートルに位置している。
1389年に、オスマン帝国の侵略に抵抗してセルビアの諸侯がボスニアなどのキリスト教諸国と共に戦ったコソボの戦いの戦場（ガジメスタン、コソボ平原あるいはコソボが原）に最も近い町であり、町の名前はこのことに由来している。

## 歴史
フシェ・コソヴァはコソボの戦いの戦場に最も近い町であるが、町そのものには歴史的遺産はあまり多くない。
1987年4月、当時のセルビア共産主義者同盟の議長であったスロボダン・ミロシェヴィッチは、アルバニア人主体のコソボ支配とセルビア人に対する民族差別があるとしてこれ抗議していたセルビア人たちの怒りを収め、騒動を鎮静化するために、コソヴォ・ポリェの文化ホールに派遣された。セルビア人の市民が、アルバニア人の警官に殴られたことに腹を立てていたセルビア人に対して、「誰も諸君を殴る権利はない。これ以上殴られることはないだろう。」と述べた。この出来事は、ミロシェヴィッチがセルビア人に対する支持を表明したものと理解され、ミロシェヴィッチはセルビア人から強い支持を得るようになり、後に権力の中枢にまで上り詰めた。
1999年のコソボ紛争まで、フシェ・コソヴァではセルビア人は人口の24%ほどを占めていた。国際連合難民高等弁務官事務所（UNHCR）の推計では、1998年3月の時点での人口はおよそ4万人で、うち24%はセルビア人、59%はアルバニア人、17%がその他とされている。
フシェ・コソヴァでは紛争前から紛争中、紛争後にかけて暴力が多数起こっている。1998年12月、この地ではセルビア人とアルバニア人の関係は比較的穏やかであったと言われているにもかかわらず、フシェ・コソヴァのセルビア人副市長はコソボ解放軍によって殺害された。セルビア人やアルバニア人に対する拉致や殺害は、紛争が本格化するまで続いた。町のアルバニア人住民は、セルビア人の準軍事組織や地元のセルビア人によって強制退去させられ、多くのアルバニア人が殺害された。
1999年に紛争が終結すると、町を去ったアルバニア人の多くが戻り、他方でセルビア人は町を追われた。その後もこの地に留まったセルビア人は、アルバニア人が多数を占める地域の中のセルビア人の飛び地に身を潜めている。数千人のセルビア人やロマが故郷を脱出してこの地域のセルビア人飛び地に逃げ込み、大規模な難民キャンプが設置された。
民族間の衝突は終戦後もたびたび再燃し、多くのセルビア人がアルバニア人過激派によって殺害されている。こうした圧力が続く中で、フシェ・コソヴァのセルビア人人口は急速に縮小しており、2002年7月にブリツ（Blic）紙が報じたところによると、この地に留まっているセルビア人はわずかに550人であるとされた。町は2004年3月のコソボ暴動でも深刻な影響を受け、セルビア人の家屋が焼かれ、多くのセルビア人が脱出を余儀なくされた（セルビア政府は2千人が町を追われたとしているが、この値は暴動前のセルビア人人口と矛盾している）。脱出した者の一部は帰還し、破壊された資産の一部は再建されている。

## 住民構成
| 自治体の住民構成、国内避難民を含む | 自治体の住民構成、国内避難民を含む | 自治体の住民構成、国内避難民を含む | 自治体の住民構成、国内避難民を含む | 自治体の住民構成、国内避難民を含む | 自治体の住民構成、国内避難民を含む | 自治体の住民構成、国内避難民を含む | 自治体の住民構成、国内避難民を含む | 自治体の住民構成、国内避難民を含む | 自治体の住民構成、国内避難民を含む | 自治体の住民構成、国内避難民を含む | 自治体の住民構成、国内避難民を含む |
| 年                                 | アルバニア人                       | %                                  | セルビア人                         | %                                  | アッシュカリー                     | %                                  | ロマ                               | %                                  | その他                             | %                                  | 合計                               |
| ---------------------------------- | ---------------------------------- | ---------------------------------- | ---------------------------------- | ---------------------------------- | ---------------------------------- | ---------------------------------- | ---------------------------------- | ---------------------------------- | ---------------------------------- | ---------------------------------- | ---------------------------------- |
| 1991                               | 17,374                             | 53.4                               | 8,346                              | 25.7                               |                                    |                                    |                                    |                                    |                                    |                                    | 32,500                             |
| 1998                               | 23,600                             | 59                                 | 9,600                              | 24                                 |                                    |                                    |                                    |                                    |                                    |                                    | 40,000                             |
| June 2000                          | 34,000                             | 84                                 | 4,000                              | 10                                 | 2,600                              | 6.4                                | 300                                | 0.7                                | 60                                 | 0.14                               | 40,500                             |
| April 2002                         | 34,000                             | 85                                 | 3,239                              | 8                                  | 2,259                              | 5.6                                | 388                                | 1                                  | 21                                 | 0.05                               | 40,000                             |

出典: UN Municipal Community Office。2002年4月のデータは確度が高いが、それ以前のものは推計である。1991年のユーゴスラビアの国勢調査では、多くのアルバニア人がボイコットしているため、実際よりも値が小さくなっている。